# Ермия (Чернушинский район)
Ермия — село в Чернушинском районе Пермского края на одноимённой реке. Входит в состав Ананьинского сельского поселения.
Находится примерно в 22 км к северу от центра города Чернушки.

## Население
По состоянию на 1 января 1981 года — 444 человека. В 2005 году численность населения составляла 424 человека.
По результатам переписи 2010 года численность населения составила 393 человека, в том числе 199 мужчин и 194 женщины.

## Известные уроженцы
- Фролов, Анатолий Аркадьевич — известный учёный и преподаватель, профессор Мининского университета, доктор педагогических наук.